# 裕安站
裕安站是上海轨道交通22号线（崇明线）北端的终点站，位于上海市崇明区陈家镇裕安现代社区。车站北端设站后双折返线，向西北出地后接轨陈家镇停车场。
裕安站最初曾规划为高架车站，崇明线在东滩站至裕安站区间出地，设0.30公里的敞开段与1.74公里的高架段，成为全线唯一非地下线路。2022年12月环评报告中，建设方案已变为全地下敷设。
车站设2组风亭，3个出入口，分布于规划中滨路两侧。